# Takafumi Nishitani
Takafumi Nishitani (西谷 岳文?, Nishitani Takafumi; 17 gennaio 1979) è un ex pattinatore di short track giapponese.

## Carriera
Fu il secondo uomo di sempre, e il primo giapponese, a trionfare nei 500 m short track, vincendo l'oro alle Olimpiadi di Nagano 1998.

## Palmarès

### Olimpiadi
Nagano 1998: oro nei 500 m;

### Mondiali
- St. Louis 1999: bronzo a squadre
- Sheffield 2000: argento nella staffetta 5000 m.